# Sergi Roberto
Sergi Roberto Carnicer (Reus, 7 februari 1992) is een Spaans voetballer die bij voorkeur als middenvelder speelt. Hij stroomde door vanuit de jeugdopleiding van FC Barcelona, maar speelt inmiddels voor het Italiaanse Como. Roberto debuteerde in 2016 in het Spaans voetbalelftal.

## Carrière

### Voetballer
Roberto begon met voetballen bij Santes Creus. Daar werd hij gescout door Gimnàstic de Tarragona, dat hem in de jeugdopleiding op nam. Vervolgens verhuisde hij in 2006 naar de jeugdopleiding van FC Barcelona te komen, La Masia. Roberto begon er in het Cadete B-team. In het seizoen 2008/2009 werd hij met de Juvenil B - destijds getraind door Francisco Javier García Pimienta - kampioen van de regionale groep van de Liga Nacional Juvenil. In 2009 werd hij in de Juvenil A opgenomen, het hoogste jeugdelftal van FC Barcelona. Roberto debuteerde op 20 september 2009 voor Barça Atlètic, in een wedstrijd tegen CF Gavà.
Roberto speelde in november 2010 voor het eerst in het eerste elftal van Barcelona in een wedstrijd om de Copa del Rey, tegen AD Ceuta. In maart 2011 Later volgde zijn debuut in de UEFA Champions League (tegen Real Madrid) en in mei 2011 die in de Primera División (tegen Málaga CF). In december 2011 maakte Roberto zijn eerste doelpunt voor het eerste elftal van Barcelona, tegen FC BATE Borisov.
In het seizoen 2016/17 werd Roberto omgeschoold tot rechtsback. In de terugwedstrijd van de achtste finale van de Champions League tegen Paris Saint-Germain scoorde hij diep in de blessuretijd de 6-1 als voltooiing van een opmerkelijke comeback, nadat Barcelona de heenwedstrijd met 4-0 had verloren. In de volgende ronde was Juventus alsnog te sterk.
In de Clásico tegen Real Madrid van 6 mei 2018 (2-2 gelijk) pakte Roberto een rode kaart nadat hij Real-verdediger Marcelo een slag had gegeven. Hij kreeg hiervoor vier wedstrijden schorsing.
Op 12 augustus 2024 kondigde Roberto zijn vertrek aan bij Barcelona. Hij speelde 373 wedstrijden voor de club, won 25 trofeeën en was 18 jaar lang actief in het team. Op dinsdag 13 augustus 2024 nam Roberto officieel afscheid van de club tijdens een persconferentie in de Auditori 1899.
Enkele dagen later werd bekend dat Roberto aan de slag zou gaan bij Como, waar inmiddels zou oud-ploeggenoot Cesc Fàbregas de hoofdtrainer was. Hij tekende een contract tot medio 2026.

#### Interlandcarrière
In oktober 2009 werd Roberto met het Spaans elftal derde op het WK onder 17. In de achtste finales scoorde hij een hattrick in de gewonnen wedstrijd tegen Burkina Faso (4-1). Onder leiding van bondscoach Vicente del Bosque maakte hij zijn debuut voor het Spaans voetbalelftal op zondag 27 maart 2016, toen hij startte in de basisopstelling van het oefenduel in en tegen Roemenië (0-0). Roberto moest in die wedstrijd na 60 minuten plaatsmaken voor Cesc Fàbregas.

## Statistieken
| Seizoen         | Club            | Competitie         | Competitie | Competitie | Beker | Beker | Supercup | Supercup | Europa | Europa | Totaal | Totaal |
| Seizoen         | Club            | Competitie         | Wed.       | Dlp.       | Wed.  | Dlp.  | Wed.     | Dlp.     | Wed.   | Dlp.   | Wed.   | Dlp.   |
| --------------- | --------------- | ------------------ | ---------- | ---------- | ----- | ----- | -------- | -------- | ------ | ------ | ------ | ------ |
| 2009/10         | Barça Atlètic   | Segunda División B | 29         | 0          | 0     | 0     | —        | —        | —      | —      | 29     | 0      |
| 2010/11         | Barça Atlètic   | Segunda División A | 26         | 2          | 0     | 0     | —        | —        | —      | —      | 26     | 2      |
| 2010/11         | Barça Atlètic   | Primera División   | 1          | 0          | 1     | 0     | 0        | 0        | 1      | 0      | 3      | 0      |
| 2011/12         | Barça Atlètic   | Segunda División A | 28         | 4          | 0     | 0     | —        | —        | —      | —      | 28     | 4      |
| 2011/12         | Barça Atlètic   | Primera División   | 1          | 0          | 2     | 1     | 0        | 0        | 1      | 1      | 4      | 2      |
| 2012/13         | Barça Atlètic   | Segunda División A | 23         | 1          | 0     | 0     | —        | —        | —      | —      | 23     | 1      |
| 2012/13         | FC Barcelona    | Primera División   | 0          | 0          | 3     | 0     | 0        | 0        | 1      | 0      | 4      | 0      |
| 2013/14         | FC Barcelona    | Primera División   | 17         | 0          | 6     | 0     | 0        | 0        | 4      | 0      | 27     | 0      |
| 2014/15         | FC Barcelona    | Primera División   | 12         | 0          | 4     | 2     | 0        | 0        | 2      | 0      | 18     | 2      |
| 2015/16         | FC Barcelona    | Primera División   | 31         | 0          | 0     | 0     | 1        | 0        | 5      | 1      | 37     | 1      |
| 2016/17         | FC Barcelona    | Primera División   | 32         | 0          | 6     | 0     | 1        | 0        | 8      | 1      | 57     | 1      |
| 2017/18         | FC Barcelona    | Primera División   | 30         | 1          | 8     | 0     | 2        | 0        | 8      | 0      | 48     | 1      |
| 2018/19         | FC Barcelona    | Primera División   | 29         | 0          | 6     | 1     | 0        | 0        | 9      | 0      | 44     | 1      |
| 2019/20         | FC Barcelona    | Primera División   | 30         | 1          | 2     | 0     | 1        | 0        | 6      | 0      | 39     | 1      |
| 2020/21         | FC Barcelona    | Primera División   | 15         | 1          | 2     | 0     | 0        | 0        | 3      | 0      | 20     | 1      |
| 2021/22         | FC Barcelona    | Primera División   | 9          | 2          | 0     | 0     | 0        | 0        | 3      | 0      | 12     | 2      |
| 2022/23         | FC Barcelona    | Primera División   | 0          | 0          | 0     | 0     | 0        | 0        | 0      | 0      | 0      | 0      |
| 2023/24         | FC Barcelona    | Primera División   | 0          | 0          | 0     | 0     | 0        | 0        | 0      | 0      | 0      | 0      |
| Carrière totaal | Carrière totaal | Carrière totaal    | 312        | 12         | 40    | 4     | 5        | 0        | 54     | 2      | 408    | 19     |

## Erelijst
| FIFA Club World Cup   | 1x | 2015                                                          |
| UEFA Champions League | 2x | 2010/11, 2014/15                                              |
| UEFA Super Cup        | 1x | 2015                                                          |
| Primera División      | 7x | 2010/11, 2012/13, 2014/15, 2015/16, 2017/18, 2018/19, 2022/23 |
| Copa del Rey          | 6x | 2011/12, 2014/15, 2015/16, 2016/17, 2017/18, 2020/21          |
| Supercopa de España   | 1x | 2016                                                          |